# Нюберг, Фредрик
Фредрик Нюберг (швед. Fredrik Nyberg, род. 1968) — шведский поэт, драматург, критик. Лауреат многих литературных премий.

## Краткая творческая биография
Родился, живёт и работает в Гётеборге. Его литературный дебют состоялся в 1998 году, когда был опубликован его поэтический сборник En annorlunda praktik («Другая практика»). В его стихотворениях, похожих на дневниковые записи, нет ни авторского назидания, ни рифмы, ни метра, зато книга имеет единый композиционный замысел и поэтическое повествование похоже на настоящую жизнь, протекающую рядом с читетелем.
Второй книгой Нюберга стал сборник Blomsterur: forklaringar och dikter («Цветочные часы: комментарии и строфы»), опубликованный в 2000 году. Стихотворения здесь, носящие имена научных (латинских) названий растений, расположены в алфавитном порядке согласно классификации Карла Линнея. Единственная проблема такой системы — человек: это существо по сравнению с любым из растений менее понятно, оно не соответствует никакому описанию, что же касается классификации людей, то она соотносится с классификацией растений точно так же, как ось ординат соотносится с осью абсцисс.
Основная тема сборника стихов 2002 года Åren («Годы») — время и даты.
Четвёртая книга, Det blir inte rättvist bara för att båda blundar («Оттого что закроют глаза они оба, справедливей не станет», 2006), — параллельные, не пересекающиеся биографии двух людей, живших в разные эпохи: Пера Осбека (1723—1805), ученика Карла Линнея, и Акселя Абринга, дедушки Нюберга.
На русском языке в журнале «Иностранная литература» (№ 3 за 2007 год) вышли переводы некоторых стихотворения Нюберга из сборника «Цветочные часы».
Также Нюберг — автор пьесы Tunnelsång («Песнь туннелей», 2003).

## Редакторская деятельность
Нюберг входит в состав редколлегии журнала «Ord & Bild». Также он является редактором поэтического журнала «OEI».

## Премии
В 2006 году Нюберг стал лауреатом шведской литературной премии Guldprinsen, в 2014 году — лауреатом премии Gerard Bonniers lyrikpris.